# Josef Vykutil
Josef Vykutil (1. září 1912 Olešná – 24. ledna 2004 Brno) byl český zeměměřič a vysokoškolský pedagog.

## Život
Střední školu vystudoval v Novém Městě na Moravě (1931) a zeměměřictví v Brně (1934). Do roku 1940 pracoval ve Vojenském zeměpisném ústavě (VZÚ) a poté do roku 1945 v geodetické kanceláři. Do VZÚ se navrátil po válce a byl zde do roku 1951 (dosáhl hodnosti plukovníka).
Doktorátu technických věd dosáhl v roce 1946. Po založení Vojenské technické akademie v Brně nastoupil jako profesor na katedru geodézie a fotogrammetrie (v letech 1953-1958 náčelník katedry). Od roku pak 1973 pak byl profesorem na fakultě stavební VUT v Brně, kde se obnovilo studium oboru geodézie a kartografie. V 1988 (bylo mu 76 let) odešel do důchodu.
Byl uznávanou autoritou v oboru se specializací na vyšší geodézii, autorem publikací a odborných prací. Aktivním členem odborných společností a předsedou komisí pro obhajoby kandidátských a doktorských disertací.

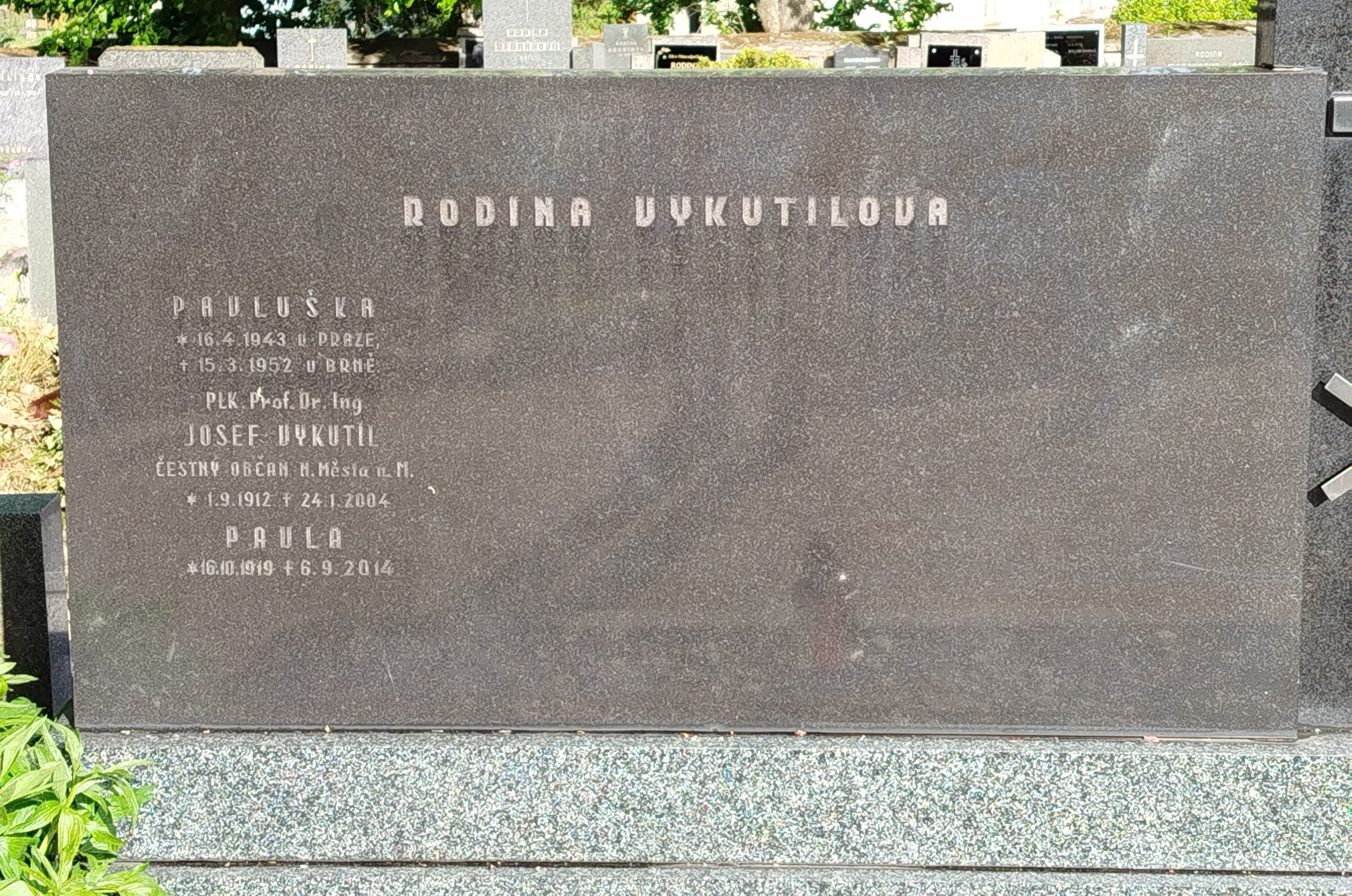
Hrob Josefa Vykutila v Olešné u Nového Města na Moravě.

Zemřel v Brně a je pohřben v rodné Olešné.